# Свято-Троїцька церква (Батиєва гора, історична)
Свято-Троїцька це́рква — православний храм у Києві на Батиєвій горі, влаштований 1916 року та закритий у 1930-ті роки.

## Історія храму
На межі XIX—ХХ століть на Батиєвій горі виникло робітниче поселення для працівників паровозного депо. Найближчою парафіяльною церквою для них була Покровська церква на Солом'янці, тому ще з початку заснування селища його мешканці клопотали про влаштування свого храму. У 1914 році вони подали до міської влади проєкт церкви та навіть встановили хрест на стику сучасних вулиць Романа Ратушного, Докучаєвської та Привітної — на місці, де мав постати храм. Проте тоді міська влада відхилила їхнє клопотання. У 1916 році церкву в ім'я Святої Трійці відкрили у пристосованому приміщенні — двоповерховій дерев'яній будівлі школи за адресою вулиця Городня, 14; на гребні даху будівлі встановили хрест. Власне церква розміщувалася на другому поверсі, а на першому облаштували приміщення причту; поряд стояла окремо встановлена дерев'яна дзвіниця.
У січні 1931 року «на вимогу робітників-залізничників» Президіум Київської міської ради ухвалив закриття церкви. Будівлю, в якій містилася церква, зруйнували, але пізніше.
На початку 2000-х років на території міського бюро судової експертизи на сусідній Докучаєвській вулиці УПЦ (МП) відкрила нову Троїцьку церкву, знову ж таки у пристосованому приміщенні. Перший молебень в ній провели влітку 2001 року, а в грудні того ж року — першу літургію.